# روبرت ميلر (تاجر أعمال فنية)
روبرت ميلر (بالإنجليزية: Robert Miller)‏ هو تاجر أعمال فنية أمريكي، ولد في 17 أبريل 1939 في اتلانتيك سيتي في الولايات المتحدة، وتوفي في 22 يونيو 2011 في إل بورتال في الولايات المتحدة بسبب مرض معد.